# Nokia N96
Nokia N96 är en mobiltelefon producerad av Nokia som släpptes 2008. Nokia N96 är uppföljaren till Nokia N95.